# Robertsberg

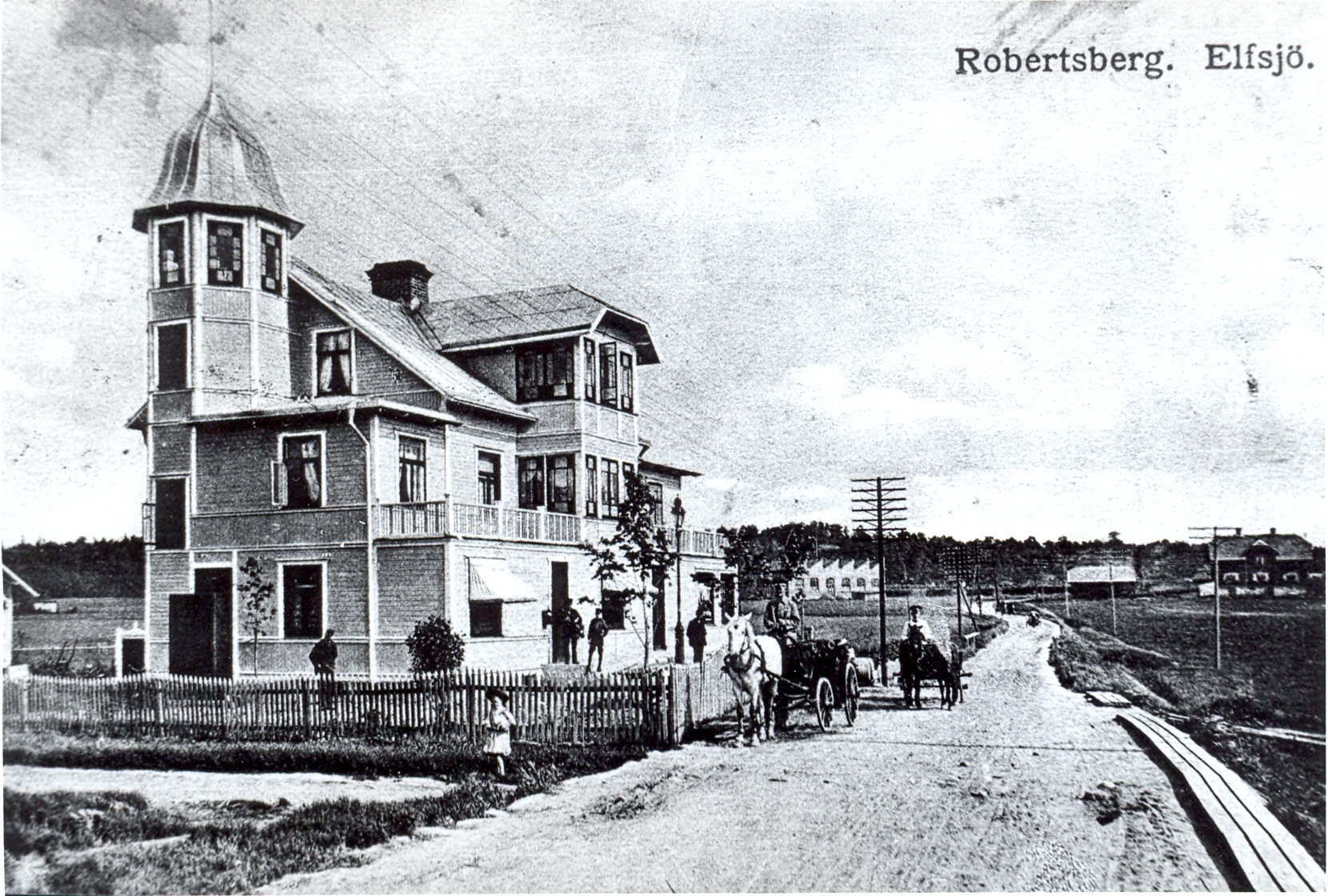
Robertsberg, cirka 1912. I bakgrunden det nybyggda Kabelverket (1911). Blackensvägen (dåvarande Norra vägen) in till vänster framför huset.

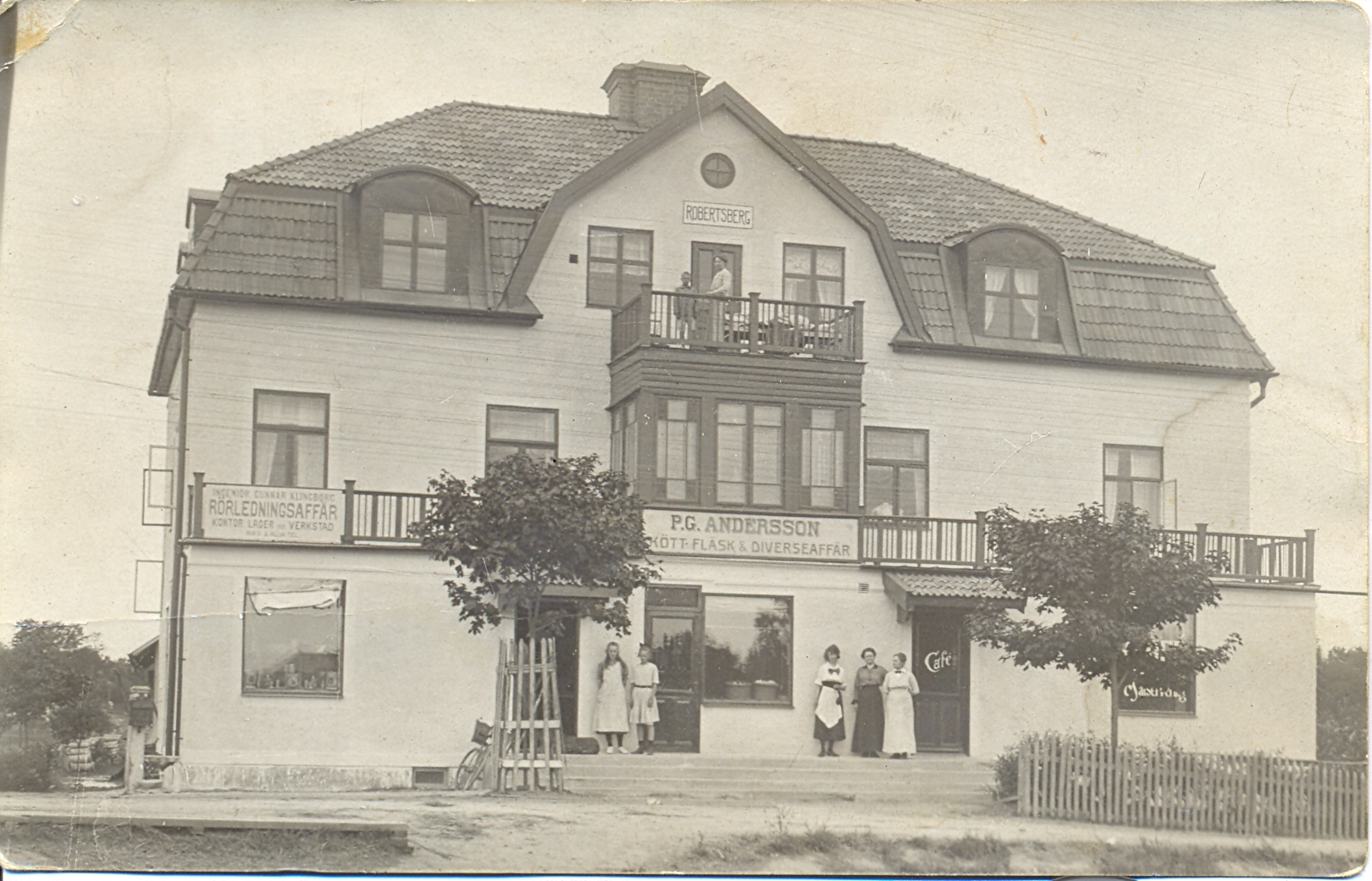
Robertsberg, under 1920-talet, sett från Sjättenovembervägen.

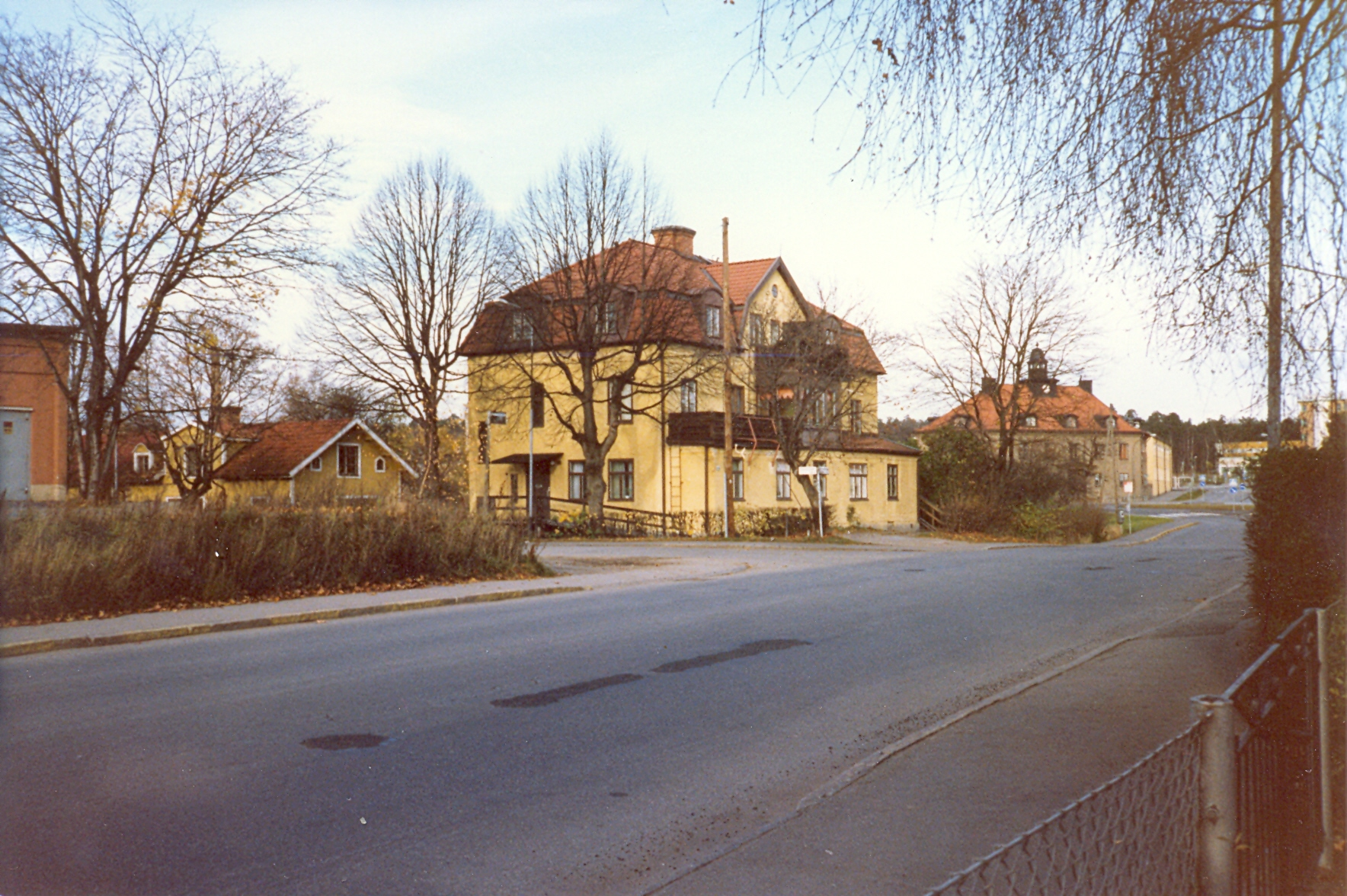
Robertsberg, cirka 1970. I bakgrunden Kabelverkets karakteristiska kontorsbyggnad (1919) vilken ligger i korsningen Älvsjövägen och Sjättenovembervägen.

Robertsberg, byggd 1875, var en av de första stadsliknande villorna i nuvarande Långbro, Stockholms kommun. Fastigheten köptes 1988 av Stockholms kommun, men revs 1989. 1990 byggde Familjebostäder cirka 100 lägenheter på den inköpta marken.

## Historik
Robertsbergs tidiga tillkomst, år 1875, är inte helt klarlagd. Mellan cirka 1910 och 1940 bedrevs dock dokumenterad specerihandelsverksamhet varför byggnadens tillkomst sannolikt också är kopplad till näringsverksamhet. Placeringen i direkt anslutning till Göta landsväg talar också för detta. Göta landsväg hade vid denna tid minskat i betydelse och utgjorde inte längre huvudväg för huvudstadens trafik söderut. Etableringen av Älvsjö station år 1879, endast 250 meter från Robertsberg, måste ha framstått som en högvinst för dåvarande ägare. Det var dock först vid etableringen av villasamhällena Långbrodal och Långbro runt sekelskiftet som befolkningsökningen tog fart på allvar. De första villaägarna hade varken belysning, vatten eller avlopp. Vägarna utgjorde till en början delvis gammal åker varför en av de första åtgärderna var att göra en gångbana mellan järnvägsstationen och Robertsberg. Gångbanor utlades senare längs andra väl trafikerade stråk i samhället.
1911 köpte Viktor Andersson Robertsberg, bosatte sig där och övertog föregående handlares verksamhet. Andersson hade verkat som specerihandlare inne på Brännkyrkagatan. Denne ändrade redan runt 1915 inriktning gentemot ved-, kol- och koksleveranser till det växande samhället. Den stora tomten innehöll bland annat en stor lada för ved och koks. Denna rörelse drevs sedan ända in på 1980-talet (då oljeleveranser) av två efterföljande generationer. Handlarna P.G. Andersson respektive Morin hyrde affärslokal i Robertsberg mellan cirka 1915 och 1940. Robertsberg byggdes därefter om och utgjorde (fler-)bostadshus fram till rivningen 1989. Olika konstellationer av släkten Viktor Andersson bodde dock där ända till rivningen, det vill säga 1911–1989.

## Fastighetens belägenhet
Tomten omfattade i stort sett kvarteret avgränsat av gatorna Älvsjövägen, Sjättenovembervägen, Blackensvägen samt Långbrodalsvägen. Byggnaden Robertsberg var belägen på nuvarande Sjättenovembervägen 208.

## Övriga källor
Se även intervju med Ingrid Andersson, född 1914-, svärdotter till Viktor Andersson, på Långbro Villaförenings webbplats
- Intervju med Ingrid och Åke Andersson